# Max Perutz
Max Ferdinand Perutz, född 19 maj 1914 i Wien, död 6 februari 2002 i Cambridge, var en österrikisk-brittisk kemist och molekylärbiolog.

## Biografi
Perutz föddes i Wien som son till Adele (Dely) Goldschmidt och Hugo Perutz, en textiltillverkare. Efter att ha tagit grundexamen vid universitetet i Wien 1936 blev han doktorand vid Cavendish Laboratory i University of Cambridge. Han var assistent i forskargrupp kring  kristallografi, ledd av John Desmond Bernal. Han avlade doktorsexamen under nobelpristagaren William Lawrence Bragg.
På Cambridge var han grundare och ordförande (1962-1979) i det medicinska forskningsrådet (MRC) Laboratory of Molecular Biology. Fjorton av dessa forskare har vunnit Nobelpris. Perutz själv var handledare till James Watson och Francis Crick, vilka senare var upptäckarna av strukturen hos DNA.
År 1962 erhöll Perutz, tillsammans med John Kendrew, Nobelpriset i kemi för studier av strukturer av hemoglobin och myoglobin. Han fortsatte med att även bli tilldelad den kungliga medaljen av Royal Society 1971 och Copley Medal år 1979.

## Utmärkelser
- Nobelpriset i kemi, med  John Kendrew,  1962[8][9]
- Österrikes hederskors för vetenskap och konst,  1967
- Wilhelm Exner-medaljen,  1967[10]
- Sir Hans Krebs-medaljen,  1968
- Croonian Medal and Lecture,  1968
- Royal Medal,  1971
- Copleymedaljen,  1979[11]
- Otto Warburg-medaljen,  1993[12]
- Hedersdoktor vid Université Paris-Sud,  29 juni 1993[13]
- Hedersledamot av British Biophysical Society
- Pour le Mérite för vetenskap och konst
- Hedersdoktor vid Wiens universitet[14]
- Fellow of the American Academy of Arts and Sciences
- Hedersdoktor vid Salzburgs universitet
- Kommendör av 2 klass av Brittiska imperieorden

[Redigera Wikidata]